# Predella

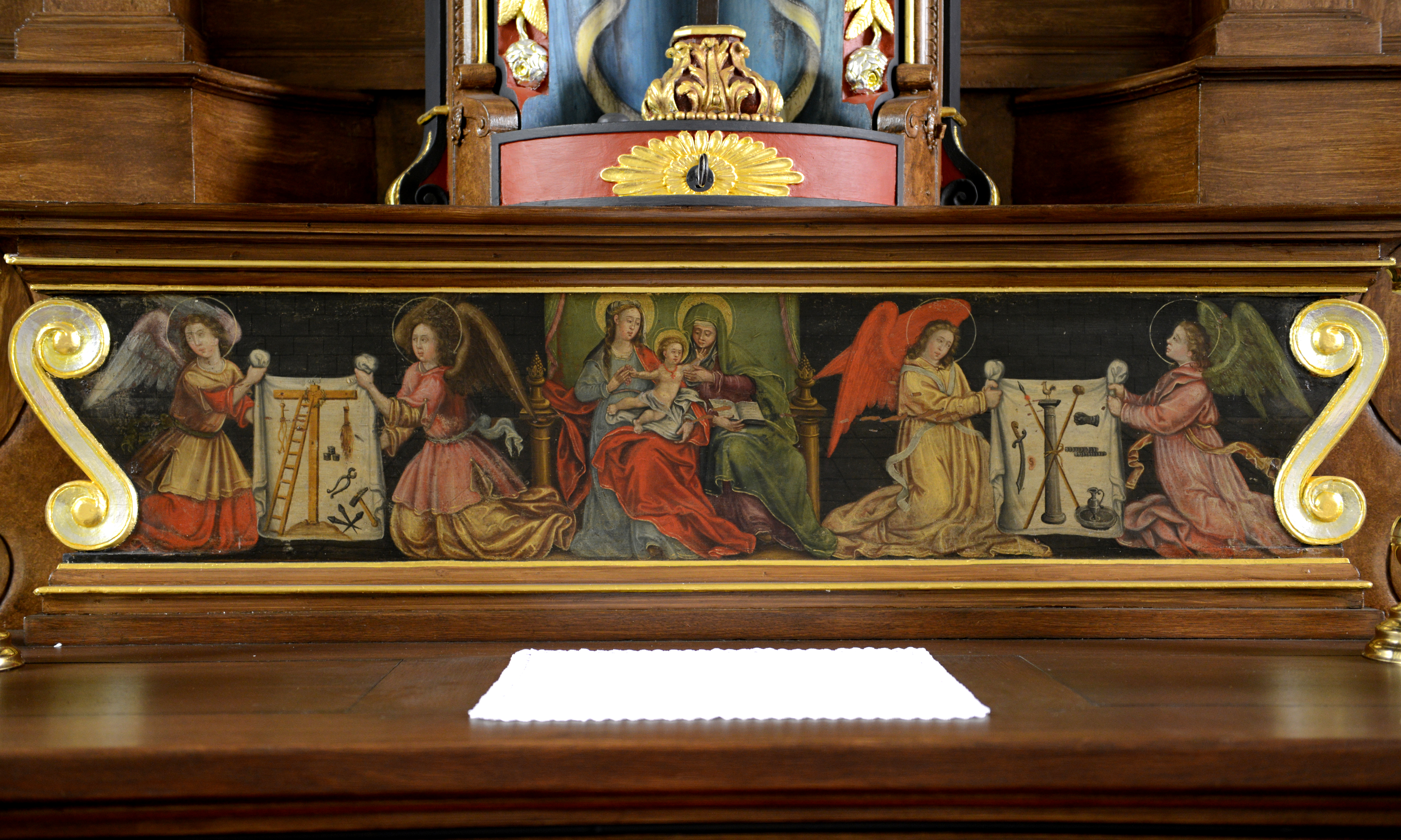
Predella

Predella (wł.) także gradus (łac.) – część ołtarza we wnętrzu kościoła będąca  podstawą nastawy ołtarzowej w postaci skrzyni spoczywającej na mensie.
Predella najczęściej jest dekorowana malowidłem lub płaskorzeźbą. Powstała i rozwinęła się w okresie gotyku w miarę rozwoju nastaw ołtarzowych. Czasem umieszczano w niej relikwie. W renesansie i baroku predella została ograniczona, stawiano na niej świeczniki i krzyż ołtarzowy. W Kościele rzymskokatolickim po Soborze trydenckim pośrodku predelli umieszczane było często tabernakulum.